# Hampshire
Hampshire (udtale: [ˈhæmpʃɪər]? eller [ˈhæmpʃər]?; forkortes: Hants) er et grevskab i Storbritannien ved Englands sydkyst og fødested for Royal Navy, British Army og Royal Air Force. Hampshire ligger mellem grevskaberne Dorset, Wiltshire, Berkshire, Surrey og West Sussex og er på 3.700 kvadratkilometer. Den længste afstand ØV er 86 kilometer og 76 kilometer NS retning. Hampshire betegnes ofte med historiske navne som Southamptonshire, Hamptonshire og Grevskabet Southampton.
Hampshire er et populært ferieområde med flere badebyer, motormuseet i Beaulieu og nationalparkerne New Forest og naturområdet South Downs, som dækker omkring 45 % af grevskabet. Hampshire har en lang maritim historie; to af Englands største havne Southampton og Portsmouth ligger ved kysten. Grevskabet er berømt som hjemsted for forfatteren Jane Austen og fødested for forfatteren Charles Dickens og ingeniør Isambard Kingdom Brunel. Hampshires administrative hovedby er den historiske katedralby Winchester, som ligger midt i grevskabet.